# Сорокина, Анна Валерьевна
Анна Валерьевна Сорокина (род. 31 марта 1976 года в Запорожье) — украинская спортсменка, специализировавшаяся в прыжках в воду, призёр Олимпийских игр 2000 года. Мастер спорта Украины международного класса (1993), заслуженный мастер спорта Украины (2000).

## Биография
Воспитанница тренеров В. Побойнева и Т. Туровой, защищала цвета спортивного клуба «Мотор Сич» (спортивное общество «Украина»). В 1999 году окончила Запорожский государственный университет.
В 1993 году Сорокина стала чемпионкой мира среди юниорок. Трёхкратная победительница юниорских чемпионатов Европы. В 1999 году выиграла уже взрослый чемпионат Европы, в 2001 году стала серебряным призёром розыгрыша Кубка мира и летней Универсиады (синхрон-трамплин). Обладательница Континентального кубка. Победительница I Всеукраинских летних спортивных игр. Многократная чемпионка Украины.
Бронзовую олимпийскую медаль она завоевала на сиднейской Олимпиаде в синхронных прыжках с трамплина в паре с Еленой Жупиной. В личном первенстве была 11-й. За успешное выступление на Олимпиаде награждена орденом княгини Ольги III степени. В 2004 году Сорокина снова отправилась на Олимпиаду, выступала только в личном первенстве и заняла 16-е место.
В 2008 году Сорокина была одной из 30 претендентов на место в комиссии атлетов Международного олимпийского комитета.

### Награды
- Орден княгини Ольги I степени (11.09.2021)[3]
- Орден княгини Ольги II степени (01.11.2016)[4]
- Орден княгини Ольги III степени (06.10.2000)[5]